# Масанчі
Масанчі́ (каз. Масанчи) — село у складі Кордайського району Жамбильської області Казахстану. Адміністративний центр Масанчинського сільського округу.
Засноване 1878 року на місці дунганського поселення Їнпан (Іньпан, Інпань). До 1965 року село називалося Каракониз або Каракунуз.
Населення — 17631 особа (2021; 13606 у 2009, 8926 у 1999, 7398 у 1989).
У 2020 році в селі відбувалися перестрілки між казахами та дунганами.